# Lilienartige
Die Lilienartigen (Liliales) sind eine Ordnung der Monokotyledonen.

## Beschreibung
Es sind krautige Pflanzen. Alle Taxa sind Geophyten. Die Überdauerungsorgane sind bei den Liliengewächsen (Liliaceae) immer Zwiebeln, bei den Zeitlosengewächsen (Colchicaceae) Knollen und bei den Germergewächsen (Melanthiaceae) Rhizome. Die Laubblätter sind parallelnervig und nicht in Blattstiel und Blattspreite gegliedert.
Es werden meist traubige Blütenstände gebildet.
Die meist radiärsymmetrischen Blüten der Lilienartigen sind dreizählig. Die Blütenhüllblätter sind meist gleichgestaltet, deshalb gibt es (2 × 3) sechs Perigonblätter. Am unteren Ende der Perigonblätter oder der Staubblätter wird Nektar sezerniert. Meist drei Fruchtblätter verwachsen zu einem Fruchtknoten, der ober- oder unterständig sein kann und meist viele Samenanlagen enthält. Sie bilden meistens Kapselfrüchte.

## Systematik
Zu den Lilienartigen (Liliales) gehören zehn Pflanzenfamilien mit 67 Gattungen und fast 1600 Arten:
- Inkaliliengewächse (Alstroemeriaceae), einschließlich Luzuriagaceae: mit fünf bis sechs Gattungen und etwa 170 Arten, die hauptsächlich in der Neotropis verbreitet sind. Wenige Arten kommen in Neuseeland und in Australien von Neu-Süd-Wales bis Tasmanien vor. Ein solches Areal deutet oft auf ein sehr altes Taxon mit einer Gondwana-Verbreitung hin.
- Campynemataceae: Mit nur zwei Gattungen und vier Arten. Heimat: Neukaledonien und Tasmanien.
- Zeitlosengewächse (Colchicaceae): Es gibt 18 Gattungen mit 225 Arten. Die Heimat reicht weltweit von den Gemäßigten Zonen bis in die Tropen, allerdings fehlt sie in Südamerika.
- Corsiaceae: Es gibt drei Gattungen mit 25 Arten. Disjunktes Areal: südliches China, Südamerika, Neuguinea, nordöstliches Australien.
- Liliengewächse (Liliaceae): Die 16 Gattungen mit etwa 635 Arten kommen in den nördlichen Gemäßigte Breiten vor (Holarktische Verbreitung).
- Germergewächse (Melanthiaceae): Die 16 Gattungen mit 170 Arten kommen in den Gemäßigten Breiten vor.
- Petermanniaceae: Mit nur einer seltenen monotypischen Gattung:
  - Petermannia F.Muell.: Mit der einzigen Art:
    - Petermannia cirrosa F.Muell.: Beheimatet im zentralen Teil der Ostküste von Australien.
- Philesiaceae: Sie enthält zwei monotypischen Gattungen im südlichen Chile:
  - Philesia Comm. ex Juss.: Es gibt nur eine Art:
    - Philesia magellanica J.F. Gmel.: Sie kommt in Chile und im südlichen Argentinien vor.[2]

  - Lapageria Ruiz & Pav.: Es gibt nur eine Art:
    - Lapageria rosea Ruiz & Pav., die Nationalblume Chiles.
- Rhipogonaceae: Es gibt nur eine Gattung:
  - Rhipogonum J.R.Forst. & G.Forst.: Die sechs Arten sind von Neuseeland über das östliche Australien bis Neuguinea verbreitet.
- Stechwindengewächse (Smilacaceae): Sie enthält zwei Gattungen mit etwa 315 Arten mit weltweiter Verbreitung von den Tropen bis in die Gemäßigten Breiten.